# Первольф, Осип Осипович
О́сип О́сипович (Ио́сиф Ио́сифович) Перво́льф (чеш. Josef Perwolf; 26 февраля 1841, Чимелицы — 21 декабря 1891, Варшава) — учёный-славист, славяновед, филолог, этнограф, педагог. Доктор славянской филологии (с 1876), профессор.

## Биография
Чех по происхождению. Родился в семье управляющего поместьем. После окончания гимназии в 1858 году поступил на философский факультет Карлова университета в Праге. Слушал лекции известных профессоров: историков В. Томека и К. Гефлера, лингвиста М. Гатталы, филолога В. Ганка.
Тогда же начал заниматься литературной деятельностью. Уже в своих первых журнальных работах Первольф проявил внимание к России: о происхождении Руси, о казаках, публиковал статьи по истории Малороссии.
В 1861 году в журнале «Образы живота» поместил статью «О распространении немецкой культуры среди истреблённых полабских славян»
В 1863 году окончил Пражский университет и стал сотрудником библиотеки Национального чешского музея.
Участвовал в редактировании «Fontes rerum Bohemicarum» (Источники по истории Богемии). Служба в Чешском музее сближала его с посещавшими Прагу русскими учёными и укрепляла его интерес к России. Познакомился с сочинениями С. М. Соловьёва, Н. Костомарова, К. Аксакова, Б. Чичерина и др.
В статье «Snemy v nekdyzi Rusi» (1867—1868) ознакомил соотечественников с такими явлениями древнерусской общественной жизни как: вече, земский собор и дума, с казачьими кругами и радами. В «Vývin idey vzájemnosti u nàrodov slovanských» (1867) отразил исторические проявления взаимности в политической и культурной жизни славянства и рекомендовал эту взаимность укреплять и продолжать.
Идея славянской взаимности стала господствующей идеей всей дальнейшей ученой деятельности Первольф. Его «Slované, historický nastin» (1869) — единственная общая история славянства, первый и незаменимый опыт изучения общих исторических путей развития славянства (при участии Вопеля и К. Эрбена).
В 1871 году по предложению ректора Варшавского университета П. А. Лавровского занял кафедру славянской филологии и читал лекции по славянским древностям, характеристике славянских наречий, историческую этнографию. В том же году стал подданным Российской империи.
В 1874 году за диссертацию «О славянской взаимности» (в «Журнале Министерства народного просвещения») получил в Санкт-Петербургском университете степень магистра, а в 1876 году степень доктора Варшавского университета за книгу «Германизация балтийских славян», в которой осветил вопросы славянской колонизации полабско-балтийских земель, описал залабских и люнебургских славян, славянские племена брижан, стодорян, ратарей, укрян, вагров, полабов, бодричей, лютичей, поморян и других, провёл исследование следов славянства в нижненемецком народонаселении.
В 1886 году вышел I-й том его труда «Славяне, их взаимные отношения и связи» (очерк политической истории славян по племенам и быт их), в 1888 году — II том (славянская идея в литературе славян до XVIII века), в 1890 году — 1 часть («Западные славяне») III тома (славянская идея в политических и культурных сношениях славян до XVIII в.; в рукописи, из-за смерти автора, осталась глава о польско-русских отношениях). IV том — «Возрождение славян» — остался незаконченным. Весь этот труд даёт большое обилие исторических фактов.
Вопросам о славянских взаимоотношений посвящены многие статьи Первольфа, в частности:
- «Чехи и русские» («Беседа», 1872),
- «Чехи и поляки в XV и XVI вв.» (1873 и 1880),
- «Александр I и славяне» («Древняя и новая Россия», 1879),
- «Славянское движение у поляков 1800—1830 гг.» (1879),
- «Славянская идея в России» (1879),
- «Поляки и русины» (1891).

Из работ Первольфа, посвященных славянским древностям, основными считаются:
- «Варяги-Русь и балтийские славяне» (в которой отрицает балтийскую теорию С. Гедеонова и И. Забелина; 1877),
- «Slavische Völkernamen» (1884),
- «Polen, Liachen, Wanden» (1884),
- «Staroslovahcke řady a obyčeje» (1884)
- «Словенский язык и его судьбы у народов славянских» («Мефодиевский сборник», Варшава, 1885).

Многие работы учёного посвящены восточным и австро-славянским вопросам:
- «Uhry a východni otazka» (1869; переработано в «Мадьяры и восточный вопрос» (1877),
- «Восточный вопрос — славянский вопрос» (1878),
- «Die Slavischorientalische Frage» (1878),
- «Славянское движение в Австрии 1800—1848 гг.» (1879),
- «Славянское движение 1848 г. и австрийские славяне 1848—1849 гг.» (1879) и др.